# تشارلز غودفري (سياسي)
تشارلز غودفري (بالإنجليزية: Charles Godfrey)‏ هو سياسي كندي، ولد في 24 سبتمبر 1917 في فيلادلفيا في الولايات المتحدة. حزبياً، نشط في الحرب الديمقراطي الجديد لأونتاريو. وقد انتخب عضو برلمان مقاطعة أونتاريو.